# برادلي إيفرون
برادلي إيفرون (بالإنجليزية: Bradley Efron)‏ هو عالم أمريكي في مجال الإحصاء. ولد في 24 مايو 1938

 في سانت باول في مينسوتا. حاز جائزة قلادة العلوم الوطنية الأمريكية.
كان إيفرون رئيس الرابطة الإحصائية الأمريكية (2004) ومعهد الإحصاءات الرياضية (1987-1988). وهو محرر سابق لمجلة الرابطة الإحصائية الأمريكية، ومحرر مؤسس لسجلات الإحصاءات التطبيقية. حص إيفرون على عدّة جوائز رفيعة.
يُشتهر إيفرون باقتراح تقنية إعادة بدء تشكيل العينات، التي لها تأثير كبير في مجال الإحصاء وكل مجالات التطبيق الإحصائي تقريباً. هذه التقنية من أوائل التقنيات الإحصائية التي تعتمد على الكمبيوتر بشكل مكثّف، حيث استبدلت الاشتقاقات الجبرية بتقينة المحاكاة الحاسوبية القائمة على البيانات.

## وصلات خارجية
- الموقع الرسمي لجائزة قلادة العلوم الوطنية الأمريكية